# Desastre del cine Glen
El desastre del Cine Glen fue una mortal estampida humana ocasionada por un bote de película humeante en un cine en Paisley, Renfrewshire, Escocia, el 31 de diciembre de 1929.  El pánico y el aplastamiento resultantes mataron a 69 niños e hirieron a otros 40; el número final de muertos fue de 71.  Se considera uno de los peores desastres de la historia de Escocia.  El edificio que albergaba el Cine Glen todavía sigue en pie y, a 2015, alberga una tienda de muebles. 

## Eventos
El cine Glen se inauguró en 1901 y pasó a ser conocido como "The Glen" y "The Royal Animated Pictures".  En la tarde del 31 de diciembre de 1929, durante una matiné infantil, el edificio estaba abarrotado con entre 700 y 1.000 niños, de edades comprendidas entre bebés y los 14 años aproximadamente.   Se dice que la matiné tuvo tanta concurrencia debido a que los padres querían que sus casas estuvieran vacías para poder limpiarlas para las próximas vacaciones de Hogmany (Año Nuevo).  En la sala de carretes, una película recién proyectada estaba colocada en su bote de metal cuando empezó a emitir un humo negro espeso. La película de nitrato, tal como se utiliza en la actualidad, es altamente inflamable y puede arder por sí sola sin necesidad de suministro de aire.
Cuando un asistente de operador de cine vio que salía humo de un bote de película, intentó apagarla; pero el recipiente se abrió de golpe y el humo y los vapores entraron en la sala de proyección.  Pronto el humo llenó el auditorio donde se encontraban los niños, y un sobreviviente afirmó que alguien gritó "fuego" y los niños comenzaron a correr hacia las salidas.   Los niños corrieron escaleras abajo tan rápido y en tal cantidad que se amontonaron detrás de la puerta de escape que conducía a Dyers Wynd. La puerta no se podía abrir ya que estaba diseñada para abrirse hacia adentro y estaba cerrada con candado. Otros resultaron heridos cuando la gente saltó desde los balcones hacia los que estaban sentados en las secciones de abajo en un intento de escapar. 
Un policía que llegó al lugar justo después de que comenzara el incendio informó que las puertas estaban cerradas con candado; sin embargo, otro testigo confirmó que había visto al gerente del cine, Charles Dorward, abrirlas. Un policía logró romper el candado de una de las puertas, pero no pudo abrirlas fácilmente porque las puertas se abrían hacia adentro y había pilas de cuerpos detrás de ellas, con gente corriendo para intentar escapar.  Sin embargo, algunos niños permanecieron en sus asientos y fueron retirados del cine por los bomberos que acudieron al lugar.  Otros fueron rescatados cuando los bomberos rompieron ventanas y sacaron a los niños del cine. 

## Víctimas
Setenta y un niños murieron a causa de la aglomeración de niños que intentaban escapar del cine y entre treinta y cuarenta niños resultaron heridos. Se registró que muchas de las víctimas murieron por "asfixia por aplastamiento" o "asfixia traumática". 

## Investigación
El 29 de abril de 1930 se celebró una investigación en Edimburgo, durante la cual se reveló que el cuerpo de bomberos de Paisley había inspeccionado y declarado seguro el cine Glen la mañana del incendio. El propietario, James Graham, estuvo de acuerdo en que no había suficientes salidas, pero afirmó que le había recordado repetidamente a Dorward que las salidas de escape no debían cerrarse durante las funciones de matiné. Dorward admitió que a veces las puertas de salida estaban cerradas para evitar que los niños entraran al cine sin pagar.
La conclusión de la investigación fue que el incendio se había iniciado por un cortocircuito cuando el bote de película fue colocado encima de una batería en la sala de bobinas. La tragedia se vio agravada por el número limitado de salidas, la falta de personal y el hacinamiento. 
Dorward fue llevado a juicio por homicidio culposo, pero fue declarado inocente. 

## Secuelas
Un fondo de ayuda para los niños heridos y los padres en duelo recaudó £5,300 (el equivalente a aproximadamente £338,900 a 2020). El Ayuntamiento de Paisley ofreció a los niños una semana de vacaciones en la playa. 

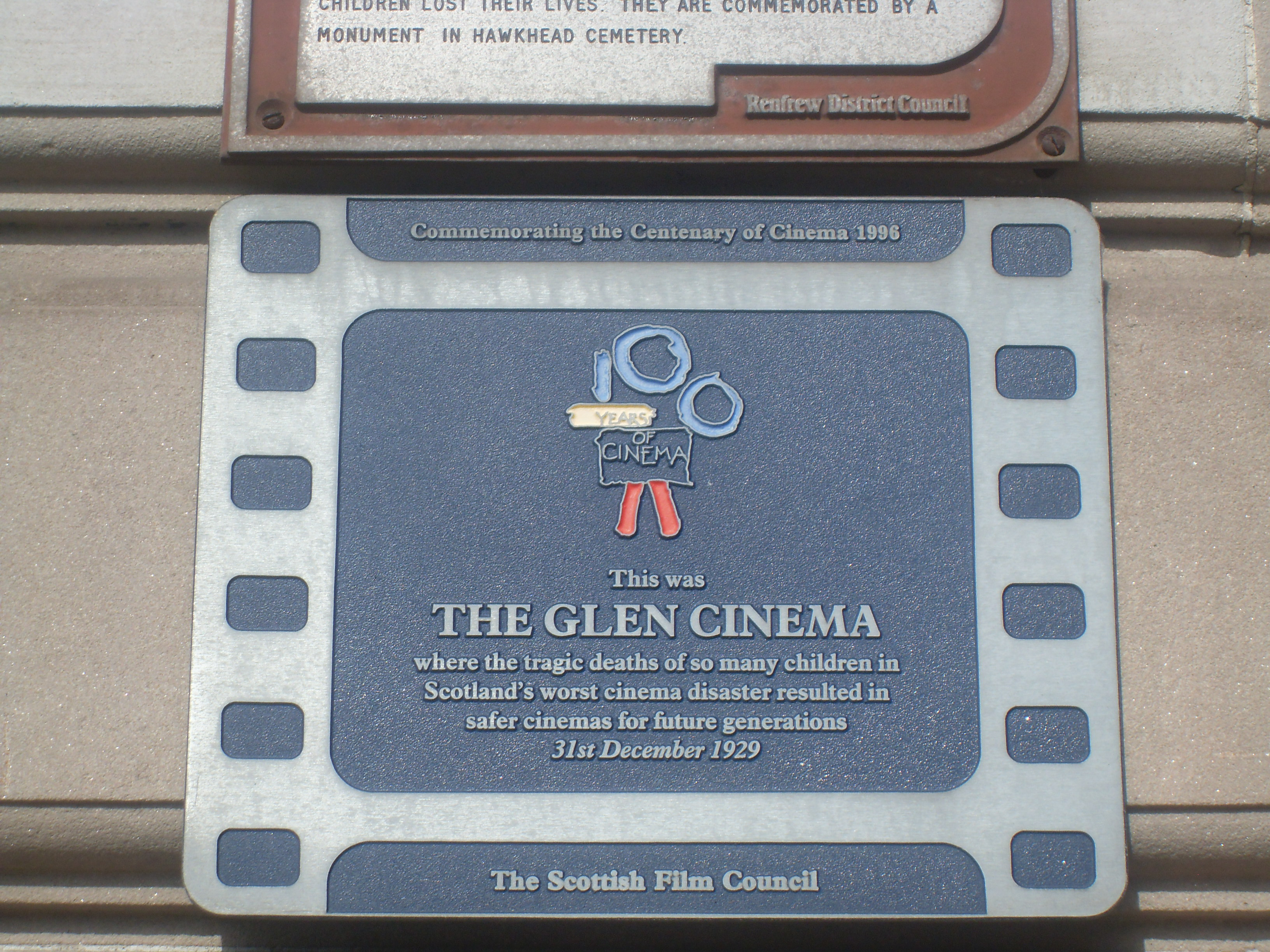
La placa añadida por el Consejo de Cine

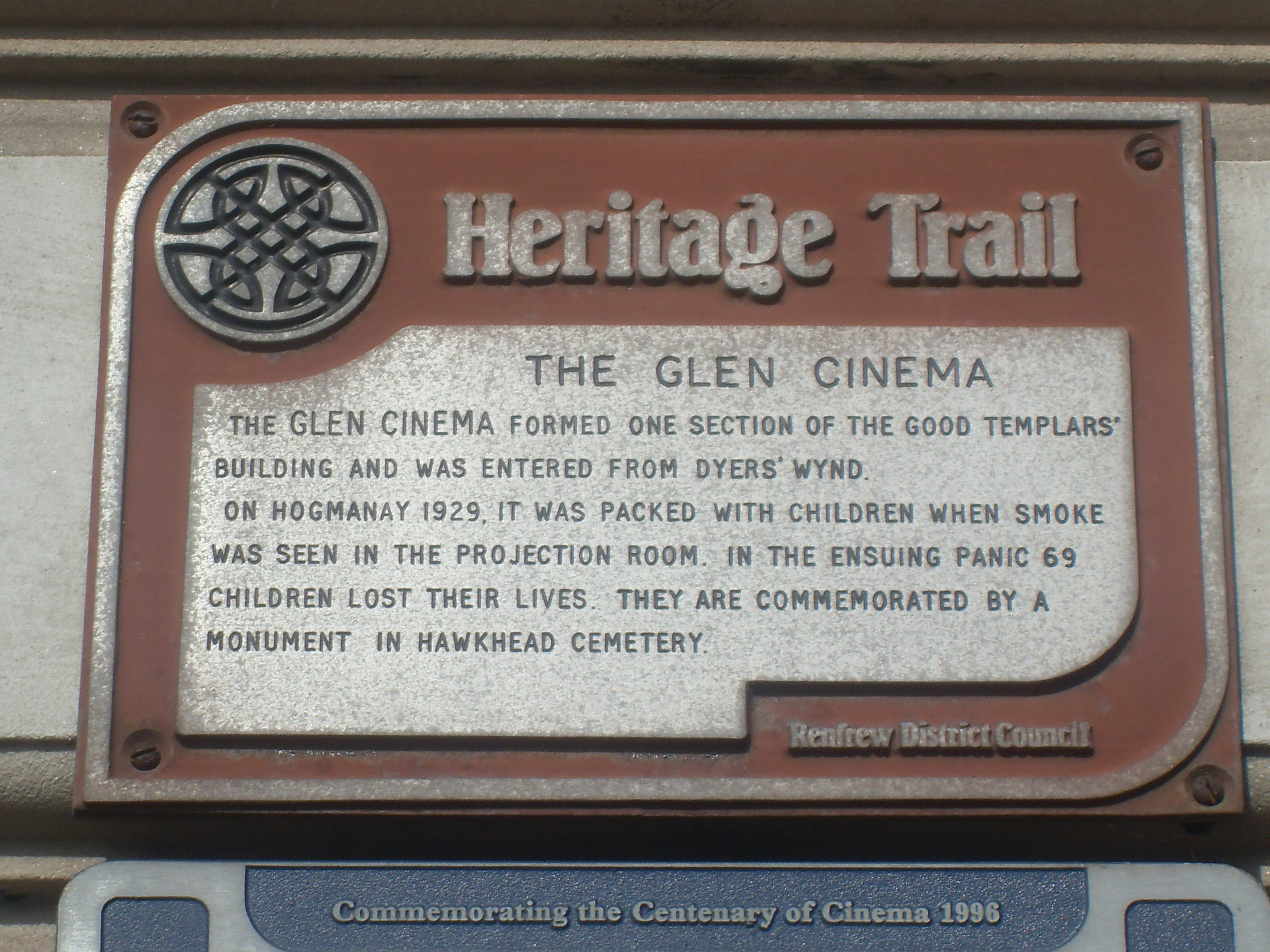
La placa añadida por el Ayuntamiento de Renfrewshire

El 31 de diciembre de 2009, para conmemorar el octogésimo aniversario de la tragedia, Philip Tartaglia, obispo de Paisley, y sus asociados celebraron un servicio conmemorativo en el monumento de guerra del Cenotafio. Los sobrevivientes se congregaron para recordar a los niños que perdieron la vida en el desastre. Una de las sobrevivientes, Emily Brown, que tenía cinco años en el momento del incidente, colocó coronas de flores. Desde entonces, el servicio conmemorativo se ha convertido en un evento anual.  Debido a la pandemia de COVID-19, la ceremonia de 2020 se llevó a cabo en línea. 
Tras el desastre se endurecieron las normas de seguridad y muchas autoridades municipales hicieron obligatorias las inspecciones de los cines. La Ley Cinematográfica de 1909 se modificó para garantizar que los cines tuvieran más salidas, que las puertas se abrieran hacia afuera y que estuvieran equipadas con barras de empuje. También se impuso una limitación al aforo de los cines. 

## Documentación
En el Museo Paisley hay una pequeña exposición que contiene algunos artículos de periódico sobre el desastre, un recibo de un funeral, un par de zapatos y un sombrero. También hay cartas enviadas al rector de Paisley por otros líderes cívicos del Reino Unido, Estados Unidos y Europa. Algunas de las cartas más conmovedoras son de mujeres que no eran capaces de quedarse con sus propios hijos y los ofrecieron a las devastadas familias de Paisley. 
Se creó y proyectó un documental sobre el desastre junto con una muestra de cartas de condolencias enviadas a la ciudad después del desastre con motivo del 90 aniversario. 